# ATV Marburg
Die ATV Marburg ist eine akademische Turnverbindung an der Philipps-Universität Marburg. Sie wurde am 22. Juli 1888 in Marburg gegründet und ist Mitglied im Akademischen Turnbund. Die ATV Marburg ist farbenführend und nichtschlagend. Das Verbindungshaus befindet sich im Kaffweg 11 in Marburg.

## Allgemeines
Die ATV Marburg vereint Studenten und ehemalige Studenten der Philipps-Universität-Marburg. Bei der Aufnahme von Mitgliedern gibt es keine politischen, konfessionellen oder ethnischen Ausschlusskriterien. Sie schreibt ihren Mitgliedern jedoch eine Meinungsbildung innerhalb der freiheitlich demokratischen Grundordnung der Bundesrepublik Deutschland vor, sodass extreme politische Ansichten nicht geduldet werden.

## Prinzipien
Sportprinzip:
Das verbindende Element stellt das gemeinsame Interesse am Sport dar. Das sportliche Prinzip geht auf die Turnerbewegung des Turnvater Jahn zurück. Sportliche Betätigung im Wettkampf soll die Charakter- und Persönlichkeitsbildung fördern. Wöchentlich angeboten wird Verbindungssport, des Weiteren werden zahlreiche Sportturniere anderer akademischer Turnverbindungen besucht. Alljährlich veranstaltet die ATV Marburg Im Januar ein Hallenturnier im Fußball innerhalb des ATB.
Lebensbundprinzip:
Die ATV Marburg versteht sich als feste Gemeinschaft. Das Lebensbundprinzip stellt für den Bund eine funktionierende Basis des in der Gesellschaft geforderten Generationenvertrages dar.
Nicht-politisches-Prinzip:
Die ATV Marburg verfolgt keine einheitliche politische Richtung.
Schwarzes Prinzip:
Mitglieder tragen weder Mütze noch Band. Als Zeichen der Zugehörigkeit führen sie einen Zipfel in ihren Farben. Das Unterband des Zipfels und die zweite Schärpe beim Chargieren hat die Farben weiß-schwarz-grün-weiß, die Farben der ehemaligen ATV Kurhessen.
Akademisches Prinzip:
Die Mitglieder der ATV Marburg streben einen größtmöglichen Studienerfolg an.

## Geschichte

### Geschichte der ATV Marburg

#### Anfänge

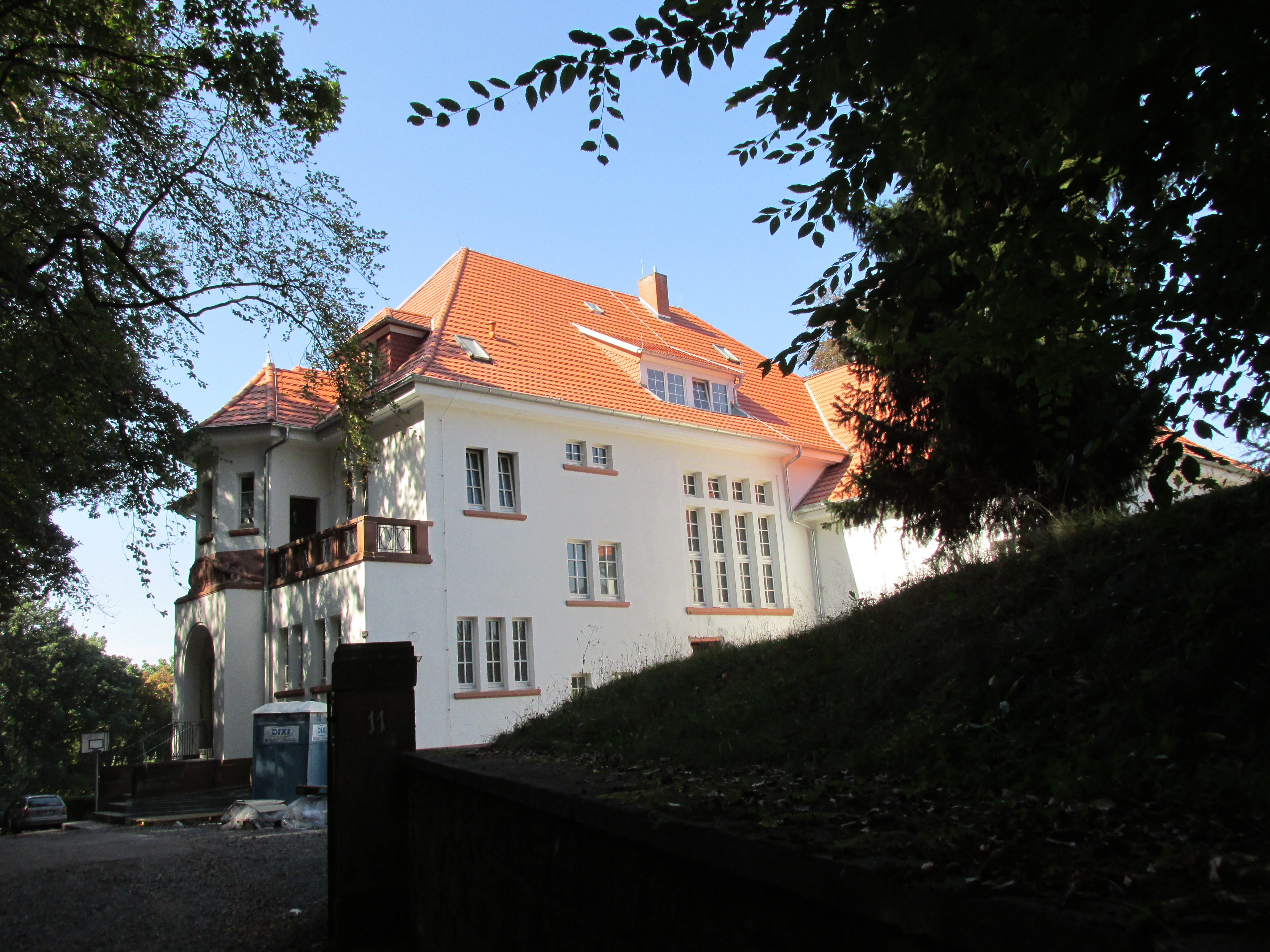
Verbindungshaus Kaffweg 11

Die ATV Marburg wurde am 22. Juli 1888 von zwei Münchener und drei Berliner ATVern sowie zwei Füchsen gegründet. Im Wintersemester 1888/1889 wurde die ATV Marburg in den Akademischen Turnbund (ATB) aufgenommen. Ohne eigenes Verbindungshaus nutzte die ATV Marburg in ihren Anfangsjahren den Turnergarten, dessen Kauf sie sogar erwogen, für regelmäßige Treffen. Am 29. Juli 1899 wurde auf dem AH-Tag beschlossen ein Grundstück zu erwerben. Am 1. Januar 1904 wurde das Grundstück im Kaffweg 11 erworben. Am 17. Juni 1912 begann der Hausbau, das Richtsfest konnte bereits am 21. September desselben Jahres gefeiert werden. Am 13. März 1913 wurde das Verbindungshaus zum 25. Stiftungsfest eingeweiht. Das Jahr 1912 stellte den Höhepunkt des Wachstums der ATV Marburg dar, sodass in diesem Jahr eine Tochterverbindung, die ATV Kurhessen, gegründet wurde. In den darauffolgenden Jahren, insbesondere zwischen 1914 und 1919 verzeichnete die ATV nur wenig Aktivenbetrieb, da sich viele Mitglieder im Krieg befanden. Nach dem Ersten Weltkrieg erfuhr die ATV nur wenig Zuwachs, da viele Studenten sich für farbentragende Verbindungen entschieden. Nach erneut großem Zulauf wurde die „ATV Kurhessen“ 1927, nach zwischenzeitlicher Suspendierung, wieder gegründet. So hatte die ATV Kurhessen 1928 20, und die ATV Marburg sogar 33 neue Füxe.

#### Nationalsozialismus
Nach der Machtübernahme durch die Nationalsozialisten kam es immer wieder zu Zusammenstößen zwischen der SA und den Marburger Korporationen, weil diese sich weigerten, den Anweisungen des Marburger Studentensturmbannführers Folge zu leisten. In dieser Zeit stellte sich der Zuwachs der Verbindung nahezu gänzlich ein, da beinahe alle Studienanfänger in die Hitlerjugend, die Sturmabteilung oder NSDAP eingebunden waren, und dort eine andere Orientierung nahegelegt bekamen. Die ATV Marburg nahm kaum noch mit eigenen Mannschaften an sportlichen Wettkämpfen teil, die ihre Aktiven entweder für ihre SA-Stürme antreten mussten oder keine Zeit mehr zum Üben fanden. Bereits Mitte 1933 stellte der Erstchargierte fest, dass das „Korporationsleben ganz außerordentlich unter der Überlastung durch den SA-Dienst zu leiden [habe].“
Die Marburger schlagenden Korporationen wurden im Rahmen der Gleichschaltung an den Universitäten in Kameradschaften des NSD-Studentenbundes überführt. Im Herbst 1935 machte der NSDStB den in seinem Sinne zuverlässigen Korporationen das Angebot, sie als Kameradschaften zu übernehmen. Dem folgten neben der ATV Marburg die Burschenschaften Arminia, Germania und Rheinfranken, die AMV Fridericiana, die Landsmannschaft Hasso-Borussia und die Turnerschaft Philippina. Im November 1935 trat die nunmehrige Kameradschaft „ATV Marburg“ daneben geschlossen dem Reichsbund für Leibeserziehung bei, um als Turnverein anerkannt zu werden. Auf eigenes Gesuch hin erhielt die Kameradschaft am 22. Juni 1938 den Namen „Friedrich-Ludwig-Jahn“ vom Reichsstudentenführer. Analog wurde der Altherrenverband der ATV in die „NS-Altherrenschaft der Kameradschaft Friedrich-Ludwig-Jahn“ überführt. Am 14. Mai 1938 wurde die letzte Mensur der ATV Marburg geschlagen.
Bei einem größeren Luftangriff fiel die Chirurgie des Klinikums den Bomben zum Opfer. Mit Datum vom 6. März 1945 wurde der erste und zweite Stock des Hauses der ATV Marburg an die Chirurgie als Ausweichquartier vermietet. Dies machte es den Amerikanern nach Kriegsende unmöglich, das Haus zu beschlagnahmen. An Räumlichkeiten standen den Aktiven lediglich die Kegelbahn sowie der Paukboden zur Verfügung.

#### Nach dem Zweiten Weltkrieg
Nach dem Krieg hieß die Aktivitas der ATV Marburg „Studentische Sportvereinigung Kurhessen“. Der Altherrenverband nannte sich „Marburger Verein Alter Hochschulsportler“. Im Wintersemester 1947/48 gab es wieder ein Semesterprogramm und zu Beginn des Sommersemesters 1950 nahm die Aktivitas den traditionellen Namen „ATV Marburg“ wieder an. Am 5. Februar 1950 wurde der ATB auf dem Haus der ATV Marburg wieder gegründet und sie stellte auch dessen Vorort.
Als Folge der 68er-Bewegung hielt die Aktivitas nicht mehr an ihren Traditionen fest, sodass der AHV am 1. Februar 1975 beschloss die Aktivitas aufzulösen. Der Neuaufbau der Aktivitas mit einigen der alten Aktiven und einigen Alten Herren war langwierig, sodass der Verbindungsalltag erst im WS78/79 wieder einkehrte.
Im Sommersemester 1996 unterzeichnete der Senior der ATV Marburg stellvertretend für seine Aktivitas die „Marburger Erklärung“, mit der der vorübergehende Austritt aus dem Marburger Korporationsring (MKR) einher ging.
Im Wintersemester 2022/23 reaktivierten Mitglieder der ATV Marburg die seit Langem vertagte ATV Rheinfranken Gießen.

### Geschichte der ATV Kurhessen

#### Anfänge
Ein zu starker Mitgliederzuwachs veranlasste die ATV Marburg zur Gründung der ATV Kurhessen am 2. März 1912. Dieser starke Zuwachs fand durch den Ersten Weltkrieg ein jähes Ende, welches die Suspendierung 5. Juli 1921 zur Folge hatte. Ein erneuter Aufschwung der Mitglieder der ATV Marburg hatte am 19. Februar 1927 eine Neugründung mit Kommers auf dem Haus der ATV Marburg zur Folge. Neben den drei „alten Kurhessen“, traten 25 AHAH der ATV Marburg dem AHV der Kurhessen bei, wobei alle 28 auch AHAH der ATV Marburg blieben. 30 Aktive und Inaktive entschieden sich für den Austritt aus der ATV Marburg und zum Übertritt in die ATV Kurhessen.

#### Blüte
Im Sommersemester 1927 wurde die ATV Kurhessen schlagartig in Marburg und dem Marburger Umland bekannt. Denn im Sommer 1927 wurde die Philipps-Universität 400 Jahre alt. Zu diesem Anlass stellte die Aktivitas der ATV Kurhessen für den historischen Festzug, das anschließende Festspiel auf dem Marktplatz und das Volksfest auf dem Schlossberg die Gruppe der Schwerttänzer in historischen Uniformen. In der Festschrift der Universität wurde die ATV Kurhessen als einzige und jüngste Marburger Korporation namentlich erwähnt.
Zu Ende des Sommersemesters 1927 gehörten dem AHV 120 Alte Herren an. Der Kauf des Hauses Lutherstraße 11 wurde beschlossen und ein Drittel des Kaufpreises vom AHV als Spende aufgebracht. Mit dem Umbau wurde sofort begonnen und das Haus der Aktivitas zu Pfingsten 1928 übergeben. Das Sommersemester 1928 bescherte der ATV Kurhessen die Aufnahme von 21 Füxen. 1932 gewannen sie, nachdem das Schwimm-As Lambert vocatus Molly Kurhesse geworden war, die Schwimmstaffel über 4 × 100 und 4 × 400 Meter Kraul. Molly gewann zudem auch die Einzelmeisterschaften. Der Bbr. Erdmann vocatus Master, südwestdeutscher Hochschulmeister im Sprint, führte die 10-mal-100-Meter-Staffel zu der stolzen Zeit von 1:54,9 min. Diese Zeit wurde in Marburg von keiner Korporation wieder erreicht.

#### Nationalsozialismus
Am 17. Mai 1933 wurde beschlossen, dass die Kurhessen mit ihrer Aktivitas geschlossen in die SA eintreten. Im Wintersemester 1934/35 traten drei, im Sommersemester 1935 ein Fux bei den Kurhessen ein. Vom 30. Mai–1. Juni 1936 feierten die Kurhessen ihr letztes Stiftungsfest. Am 20. Juni 1936 wurde beschlossen den aktiven Bund aufzulösen. Insgesamt wurden 96 Kurhessen in den AHV aufgenommen und dieser in den „Verein ehemaliger Kurhessen“ umbenannt. Am 26. Februar 1939 wurde dieser per Beschluss aufgelöst. Sein Vermögen gab der Verein dem Hausverein der ehemaligen ATV Marburg. Damit fand die Ära der ATV Kurhessen ihr endgültiges Ende. Seit dieser Zeit bestand der Freundeskreis ATV Kurhessen.
Seit 1969 veranstaltete der Freundeskreis der ATV Kurhessen zahlreiche Wiedersehensfeste. Zum 100-jährigen Stiftungsfest der ATV Marburg im Jahre 1988 erschienen die noch reisefähigen Kurhessen geschlossen.

## Bekannte Mitglieder
- Eberhard L. Betz (1926–2022), Physiologe und Autor
- Hans-Georg Bock (1909–1990), Präsident des Landgerichts Hannover, Sprecher der Landsmannschaft Ostpreußen
- Ernst Hans Eberhard (1866–1945), Studentenhistoriker
- Albert Focke (1947–2014), Landrat von Vechta
- Hans Ganten (* 1937), Rechtsanwalt
- Stefan Heck (* 1982), Politiker (CDU)
- Albert Janssen (* 1939), Direktor beim Niedersächsischen Landtag
- Wilhelm Kregel (1909–1994), Richter am Bundesgerichtshof, Präsident des Oberlandesgerichts Celle und des Deutschen Sportbundes
- Hans Karl Leistritz (1909–1994), NS-Funktionär
- Egon Lorenz (1934–2019), Jurist, Hochschullehrer an der Universität Mannheim
- Hans Möckelmann (1903–1967), Direktor des Instituts für Leibesübungen der Universität Marburg, Mitglied der NSDAP und SS[5]
- Georg-Wilhelm Rehm (1927–2005), Staatssekretär im Bundesministerium für Verkehr
- Kurt Schürmann (1920–2006), Neurochirurg
- Kurt Struve (1902–1986), Verwaltungsjurist
- Christean Wagner (1943–2025), Politiker (CDU)